# Diecéze džibutská
Diecéze džbibutská (latinsky Dioecesis Gibutensis) je jediná římskokatolická diecéze v Džibutsku, která je bezprostředně podřízena Svatému Stolci. Biskupským sídlem je město Džibuti s katedrálou P. Marie Dobrého Pastýře. Její biskupové jsou členy Konference latinských biskupů arabských oblastí.

## Stručná historie
Apoštolská prefektura džibutská byla zřízena 28. dubna 1914, krátce před vypuknutím 1. světové války. Papež Pius XII. ji dne  14. září 1955 povýšil na diecézi.